# Двойная жизнь Теофраста Лонге
«Двойная жизнь Теофраста Лонге» (La double vie de Théophraste Longuet) — первый из романов-фельетонов Гастона Леру, опубликованный на страницах газеты Le Matin под настоящим именем автора. (Ранее, в 1897—1898 годах, в той же газете печатался его роман «Человек ночи», под псевдонимом Gaston-Georges Larive). В газетной версии (1903) роман носил название «Искатель сокровищ» и был снабжен подзаголовком «Фантастический роман». В 1904 году издан уже под новым названием в издательстве Flammarion.

## История публикации
Первоначально роман публиковался по частям в ежедневной газете Le Matin под названием «Искатель сокровищ» (Le Chercheur de trésors) с 5 октября по 22 ноября 1903 года (49 выпусков). В романе, помимо основной мистической линии о реинкарнации, содержалась история клада, якобы зарытого Картушем, легендарным вором XVIII века. Из номера в номер Леру предлагал читателям ключи к поиску клада, за разгадку которых в финале полагался приз в 25 тыс. франков. Такая публикация с элементами игры стала своеобразным прообразом геокэшинга, который приобретёт популярность столетие спустя.
«Роман не состоялся бы, если бы не отличное знание Леру парижской топографии и его возможное участие в спиритических практиках, которые и навеяли историю с „метемпсихозом“, переселением души знаменитого „благородного разбойника“ XVIII века Картуша в скромного и безобидного парижского буржуа; поначалу Теофраст Лонге пытается бороться со своим alter ego, а затем приступает к поиску спрятанных им сокровищ».
В сентябре 1904 года роман издан уже под новым названием «Двойная жизнь Теофраста Лонге» (La double vie de Théophraste Longuet) в издательстве Flammarion.

## Сюжет
Действие романа разворачивается в 1899 году. Добродушный и наивный парижский буржуа Теофраст Лонге, посетив во время экскурсии тюрьму Консьержери, узнаёт страшную тайну: в прошлой своей жизни он был известным разбойником Картушем. И сейчас, в Париже «прекрасной эпохи», проснувшийся в нём Картуш начинает руководить жизнью Теофраста, вынуждая его совершать самые жестокие и невероятные преступления, к ужасу его жены и лучшего друга. Теперь Теофрасту и живущему внутри него Картушу предстоит отыскать зарытые 200 лет назад сокровища, вновь пережить трагическую и мучительную смерть, совершить ряд убийств, испытать преследования властей и предательство со стороны самых близких людей. В ходе приключений Теофраст и преследующий его комиссар полиции Мифруа оказываются под землёй, в парижских катакомбах, где встречаются с удивительным племенем подземных жителей Тальпа («talpa» по-латыни означает «крот»).

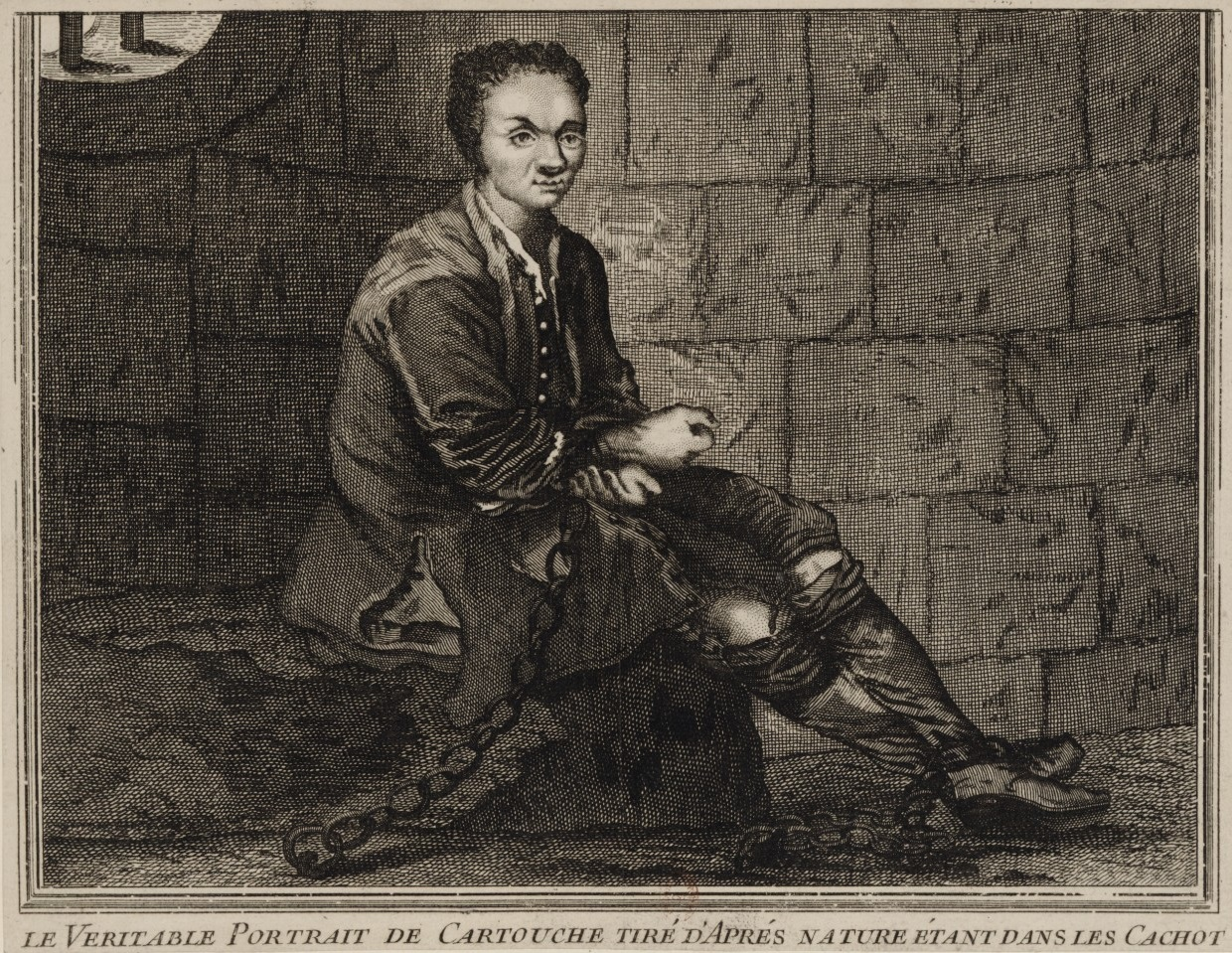
Картуш в тюрьме Консьержери. Гравюра XVIII века.

## Жанровое своеобразие
Книга сочетает в себе черты фантастического детектива, готического и исторического романов. Гастон Леру отдает дань и альтернативной истории: в его версии Картуш не погиб от рук палача на Гревской площади 28 ноября 1721 года (хотя соответствующие события документально засвидетельствованы), очевидцы стали жертвой обмана; обстоятельства смерти разбойника, по Леру, были несколько иными. Кроме того, в книге использованы (как обычно в произведениях Гастона Леру) материалы газетной хроники — например, герои присутствуют на знаменитом концерте в катакомбах, который состоялся в ночь с 1 на 2 апреля 1897 года.

## Персонажи
- Гастон Леру — автор, рассказчик
- Теофраст Лонге — парижский буржуа, производитель каучуковых штемпелей
- Марселина Лонге — жена Теофраста
- Адольф Лекамюс — лучший друг Теофраста и его супруги
- Картуш — вор и разбойник 18 века
- Элифас де Сент-Эльм де Тайебург де ля Нокс — маг и оккультист; образ отчасти навеян Жозефом Пеладаном
- комиссар полиции Мифруа — друг Адольфа Лекамюса
- господин Петито — сосед Теофраста
- Регина — жена господина Петито
- дама Жанна де Монфор и дамуазель де Куси — знатные дамы из племени Тальпа

## Экранизации
В 1981 году на французском телеканале TF1 вышел мини-сериал La Double Vie de Théophraste Longuet из трёх серий. Режиссёр Янник Андреи (Yannick Andréi), в главных ролях Жан Карме, Мишель Дюшоссуа и Женевьева Фонтанель. Ранее, в 1974 году, режиссёр Пьер Черниа снял фильм «Крысы Парижа» (Les Gaspards), в котором использована сюжетная линия романа, связанная с племенем тальпа.

## Переводы на русский язык
В России роман официально ни разу не издавался. Первый и единственный перевод на русский язык выполнен М. М. Кириченко и размещён переводчиком для бесплатного чтения в сети.